# 개정초등학교 (경기)
개정초등학교는 대한민국 경기도 안성시에 있는 공립 초등학교이다.

## 학교 연혁
- 1964. 03. 05 미양국민학교 개정 분교장 인가(2학급)
- 1967. 12. 13 개정국민학교 승격
- 1991. 03. 06 개정국민학교 병설유치원 인가
- 1996. 03. 01 개정초등학교로 명칭 변경

## 참고 자료
- 개정초등학교 - 한국교육학술정보원 학교알리미